# Laura Groeseneken
Laura Groeseneken, taktéž známá jako SENNEK (* 30. dubna 1990 Lovaň, Belgie) je belgická zpěvačka. Reprezentovala Belgii na Eurovision Song Contest 2018 v Lisabonu v Portugalsku. Ze semifinále se jí postoupit nepodařilo, s 91 body skončila na 12. místě.

## Kariéra
Laura Groeseneken je známá především jako skladatelka a zpěvačka nejrůznějších hudebních projektů. Od roku 2014 například spolupracuje a pravidelně vystupuje se zpěvákem Ozarkem Henrym. Účastnila se také dubstepového projektu AKS. Jejím nejznámějším výtvorem je pak píseň Gravity, kterou napsala společně s Belgičanem Alexem Callierem pro rockovou skupinu Hooverphonic. Píseň byla využita při celosvětové kampani společnosti Cacharel.
Vlastní tvorbu chce zpěvačka prezentovat pod uměleckým jménem SENNEK. V současné době pracuje na svém debutovém albu, a to za pomoci anglických producentů, jako je Dominic Howard ze skupiny Muse. Plánuje kombinovat soul, electronicu a pop.
Zpěvačka taktéž pracuje jako učitelka zpěvu v hudebním centru Het Depot v Lovani a jako dekoratérka ve společnosti IKEA.

## Účast na Eurovision Song Contest
V roce 2017 byla belgickou stanicí VRT vybrána jako reprezentantka Belgie na 63. ročníku soutěže Eurovision Song Contest v roce 2018 v Lisabonu v Portugalsku. Její reprezentace byla oznámena 28. září 2017.